# Le Générateur poïétique

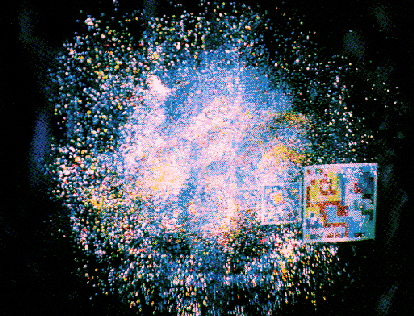
Illustration du concept de Générateur poïétique d'Olivier Auber.

Le Générateur poïétique est une œuvre d'art télématique, précurseur de nombreux jeux et réseaux sociaux sur Internet, imaginée par Olivier Auber en 1986 et développée en tant qu'œuvre d'art libre depuis 1987. Olivier Auber, né en 1960, est un artiste et chercheur français.
Le jeu défini par Le Générateur poïétique se déroule à l’intérieur d’une matrice à deux dimensions comme les jeux de tabliers et son principe s'inspire de celui du jeu de la vie et des cadavres exquis des surréalistes, mais il s’écarte néanmoins de ces modèles sur plusieurs points :
- Ce n'est pas un algorithme de type Conway, mais des joueurs humains qui contrôlent en temps réel les éléments graphiques de la matrice globale, à raison d'une unité par personne.
- Contrairement aux cadavres exquis qui contiennent des éléments cachés, toutes les actions des joueurs sont visibles en permanence par chacun d’eux.
- A la différence des jeux de tabliers, il n’y a pas de notion de gagnant / perdant, le but du jeu étant, collectivement, de faire apparaître des formes reconnaissables par tous et d’observer comment elles se créent.

L'appellation « Générateur poïétique », qui dérive des concepts d'autopoïèse en sciences du vivant et de poïétique en philosophie de l'art, traduit le processus d’auto-organisation à l’œuvre dans l'émergence continue de l'image globale. Le Générateur poïétique a été conçu par son auteur comme un élément d'une recherche-action plus vaste en vue de créer un « art de la vitesse ».
Depuis 1986, l'appellation « générateur poïétique » a été reprise par d'autres auteurs dans d'autres contextes, notamment celui de la musique électronique.

## Règle du jeu
La règle du jeu du Générateur poïétique n'a pas varié depuis son origine. Chaque participant peut dessiner à l’aide d’une palette graphique simple sur une image d’une taille limitée à 20 x 20 pixels, qui restreint la possibilité de réaliser, seul, un signe véritablement figuratif. L’image globale se forme en continu "en colimaçon" : le dessin du premier participant occupe d'abord la totalité de l'espace puis ceux des nouveaux arrivants viennent se juxtaposer en s’enroulant autour. Si un participant abandonne la partie, son signe disparaît aussitôt et sa position reste vide jusqu'à ce qu'un autre vienne l'occuper. Un zoom avant ou arrière sur l'image constituée de tous les signes juxtaposés la rend en permanence visible par tous, dans sa globalité.

## Versions
Le Générateur poïétique peut fonctionner sur deux types d’architecture : soit un réseau centralisé sur un serveur (versions 1, 3, 4 ci-dessous), soit un réseau distribué de type ad-hoc mettant en œuvre un protocole de type Multicast (version 2 & 5 ci-dessous), où aucun point du réseau ne joue de rôle particulier et où peut donc avoir lieu, selon la règle du jeu, une interaction « tous-tous », synchrone et sans intermédiaire d’aucun centre physique.
1. Version Vidéotex développée en C pour le Minitel (1987)
2. Version IP Multicast développée en C pour l’Internet Mbone (1995)
3. Version IP Unicast développée en JAVA pour le web (1997)
4. Version Client-serveur pour mobiles, développée en Ruby et JavaScript (2012)
5. Version Pair-à-pair implémentant des communications WebRTC, développée en Crystal et JavaScript (2025)

Cette dernière version est accessible sur le web, via mobile, et dispose d’un site de référence.

## Expérimentations
La première expérience publique s’est déroulée au Centre Georges-Pompidou en 1990 dans le cadre de l’exposition « Communication et Monumentalité ». Des festivals, et conférences l’accueillirent ensuite, ainsi que la Cité des Sciences et de la l’Industrie lors de l’exposition « Machines à Communiquer » (1991).
Des expériences ont eu lieu en marge de recherches universitaires pour étudier le comportement des groupes.
Les différentes versions du programme ont été partiellement ou totalement financées par ses utilisateurs, notamment la dernière version pour mobiles (2012) financée par 70 contributeurs ayant répondu à un appel lancé au printemps 2011 sur France-Culture et par une participation équivalente du Ministère de l'Enseignement supérieur et de la Recherche.

## Position dans l'histoire de l'art
Plusieurs historiens et théoriciens de l'art et de la communication, notamment Don Foresta (en), Gilbertto Prado (pt),, Lucien Sfez, Mario Costa, Caterina Davinio, Jean-Paul Fourmentraux, Louis-José Lestocart, Elisa Giaccardi, Louise Poissant, Edmond Couchot et Norbert Hillaire, situent Le Générateur Poïétique comme l'une des œuvres historiques des arts numériques, de l'art en ligne, de l'art en réseau, de l'art interactif, de l'art génératif et du Net.art, en raison de sa durabilité dans l'art télématique et de son déploiement précurseur (1995) sur des réseaux expérimentaux préfigurant ceux contemporains (IPv6, mobiles).
Dans plusieurs de ses ouvrages traitant du « système de l'art », Anne Cauquelin le considère comme prototype d'un nouvel « art cognitif » auquel incomberait, à la suite de Marcel Duchamp, d'Yves Klein et d'Andy Warhol, la tâche de questionner à nouveau, et de manière radicale, la « doxa de l'art »,

« Comme il l’a été à la Renaissance, l’art devient une heuristique, une sorte de missile ayant pour tâche d’explorer un continent. »

— Anne Cauquelin, à propos de l’« art cognitif », in L'Art contemporain
Depuis 1987, Le Générateur poïétique a inspiré diverses variantes et œuvres dérivées, développées par son auteur et par d'autres artistes, chercheurs et/ou collectifs, en particulier Yann Le Guennec, Albertine Meunier ou le collectif Labomédia. Il est également utilisé comme modèle appuyant la réflexion et les travaux d'architectes, urbanistes, créateurs et designers, de chercheurs travaillant le futur de la monnaie, la créativité et l'apprentissage et d'anthropologues. Par ailleurs, de nombreux jeux commerciaux ont repris en partie le principe du Générateur poïétique (le fait de déposer un ou plusieurs pixels 2D ou 3D dans un espace collectif plus ou moins synchrone), notamment The Million Dollar Homepage (2005), Minecraft (2009), Place (Reddit) (2017), etc.

## Aspects théoriques

### Modélisation
Les chercheurs Anne Sauvageot et Michel Léglise dans leur classification des dispositifs d'art collectif sur le web, reprise par Jean-Paul Fourmentraux, situent Le Générateur poïétique comme l'un des rares représentants, voire le seul, des « dispositifs à alteraction », proposant un processus de pure communication humaine synchrone, exempt de toute commande algorithmique ou introduction de données externes.
L'alteraction, envisagée comme « une action intermédiaire qui fait devenir autre » (Philippe Quéau), échappe au champ d'étude de la théorie générale des jeux, notamment des jeux coopératifs, qui ne considère pas l'émergence de tels méta-niveaux. La capacité d'approche immersive des phénomènes sociaux rapportée par les utilisateurs du Générateur poïétique relève moins d'une expérience horizontale « conversationnelle », que de l'accès aux formes du modèle, donnant à observer et interpréter les phénomènes autopoïétiques, c'est-à-dire « vivants », qui s’y déroulent.
L'auteur postule l'irruption de pulsations propres, semblables à celles d'autres systèmes autopoïétiques (cellule, cortex cérébral, etc.). Ces phénomènes temporels complexes, se présentant comme des oscillations entre chaos et structuration, complexité et simplicité, pourraient être analysés, voire mathématisés, notamment à l'aide de la Théorie de la simplicité,. Les phases de structuration observées correspondraient à ce « devenir autre » (Quéau) d'une plus grande « simplicité » (Jean-Louis Dessalles). L'apparition de ces sauts de paradigmes, serait à la fois inattendue et déterministe.

### Perspectives
Tel qu'analysé par Anne Cauquelin à la suite des travaux théoriques de l'auteur, Le Générateur poïétique peut être vu comme un modèle générique de multiples systèmes complexes réels (informationnel, urbain, économique, écologique, etc.) souvent opaques quant à leurs attendus, règles et infrastructure. En revanche, Le Générateur poïétique présente une parfaite transparence : « tout y est connu ou connaissable », en particulier le fait qu'il fonctionne ou non de façon centralisée.
Selon Olivier Auber, ces deux types d'architecture, centrée et acentrée, réalisent deux formes de « perspective » qu'il qualifie de « perspectives anoptiques », ces perspectives n'étant pas de l'ordre du visible comme la perspective spatiale, mais partageant avec elle nombre d'attributs topologiques et symboliques, notamment le caractère de « perspective légitime», développé par Alberti à la Renaissance :
- Le premier cas (architecture centrée) caractérise une « perspective temporelle », dont le point de fuite est un centre physique (un serveur), où émerge instant après instant le « temps propre » du réseau rythmé par ses pulsations.
- Le second cas (architecture acentrée) correspond à une « perspective numérique » : c'est un « code » numérique arbitraire (forme symbolique de reconnaissance sous couvert duquel le réseau échange) qui agit comme point de fuite, garant de l'émergence du temps propre du réseau en chacun de ses points.

L'hypothèse de l'auteur est que ces perspectives non visuelles s’exercent aussi dans le cadre des systèmes « réels » complexes cités plus haut, façonnant l'imaginaire et les jugements, c'est-à-dire la doxa, de ceux qui s'y inscrivent.
L'enjeu du Générateur poïétique, tel une Cité idéale, est de mettre en œuvre ces perspectives afin de permettre aux joueurs, par l'expérience de jeu, d'en saisir en pensée, les formes et la nature : il se positionne comme métajeu invitant à questionner les processus d’interaction sociale, notamment ceux médiés par des dispositifs technologiques interagissant avec les réseaux sociaux. Comme modèle et expérience accessibles à tous, il vise, pour son auteur, à contribuer à « une certaine connaissance conceptuelle (dianoia) de la manière dont la doxa se forme et s'exerce sur nous, à travers la technologie » et à fournir « un ensemble d'outils conceptuels à l'usage des nouveaux « perspecteurs » (Abraham Bosse) que nous pourrions tous devenir afin de « repenser l'imaginaire de la technique en pleine lumière ».

## Réception par les institutions de la recherche, de la culture et des médias
« Des tentatives comme celle-là sont cruciales pour émanciper la technique de son statut de simple instrument pour des fins bien définies, et pour faire reconnaître le rôle qui devrait être le sien comme créatrice de culture et de lien pratiques. »

— Isabelle Stengers, lettre de soutien (1995).
Depuis la fin des années 80, Le Générateur poïétique est pointé par les articles de presse et travaux d'auteurs, philosophes et scientifiques comme un modèle permettant de penser la mutation culturelle, voire anthropologique, en germe dans les réseaux et de questionner la notion d'« auteur ». Des tentatives d'expérimentation pratique de grande ampleur ont reçu le soutien de chercheurs tels Francisco Varela, Paul Virilio, Pierre Lévy, Jean-Pierre Dupuy, Isabelle Stengers, Bernard Stiegler, Roy Ascott, Fred Forest. Peu ont pris place dans le cadre culturel des canaux de diffusion institutionnels ou industriels (chaînes de télévision, les musées, des lieux publics, etc.)  L'essentiel de la recherche-action se situe dans le contexte d'Internet et sur le terrain-même du réseau.

## Exemples

Images du Générateur poïétique
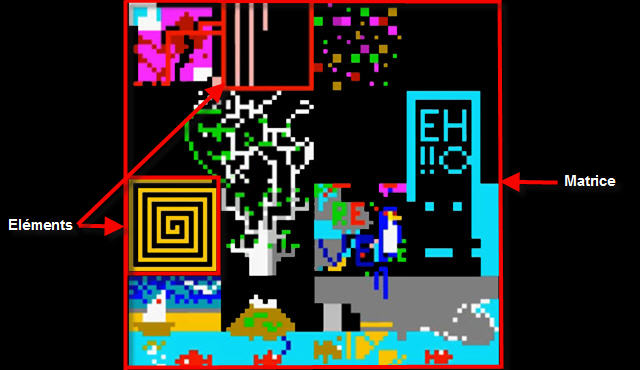
Chaque joueur dessine sur un élément de la matrice globale.
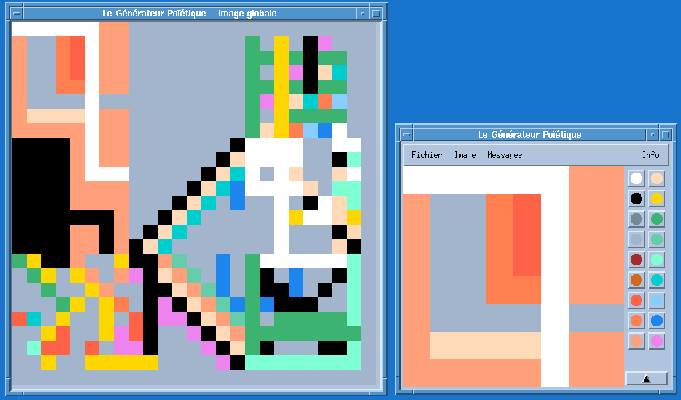
Interface de la version Multicast (1994).

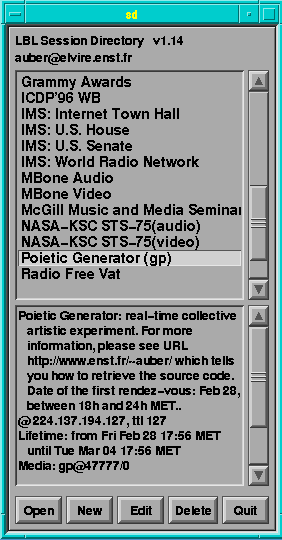
Annonce d'une session Poietic Generator sur le Mbone (février 1996)[41].
Enregistrement de la première interaction collective temps réel sans l'intermédiaire d'aucun centre (1995).
Enregistrement d'une expérience sur le web, festival X-00 (2000).

Enregistrement d'un expérience avec l'espace public numérique Elmediator (23 mars 2005).
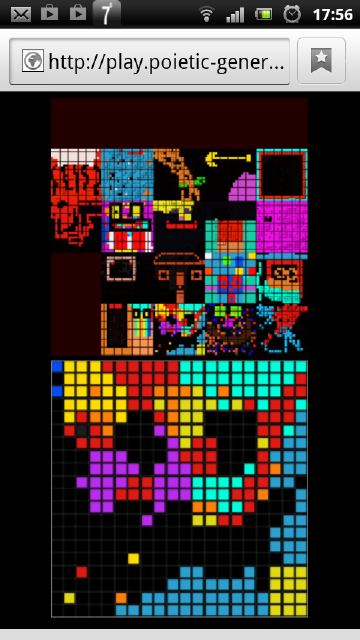
Interface pour téléphone mobile (2012).
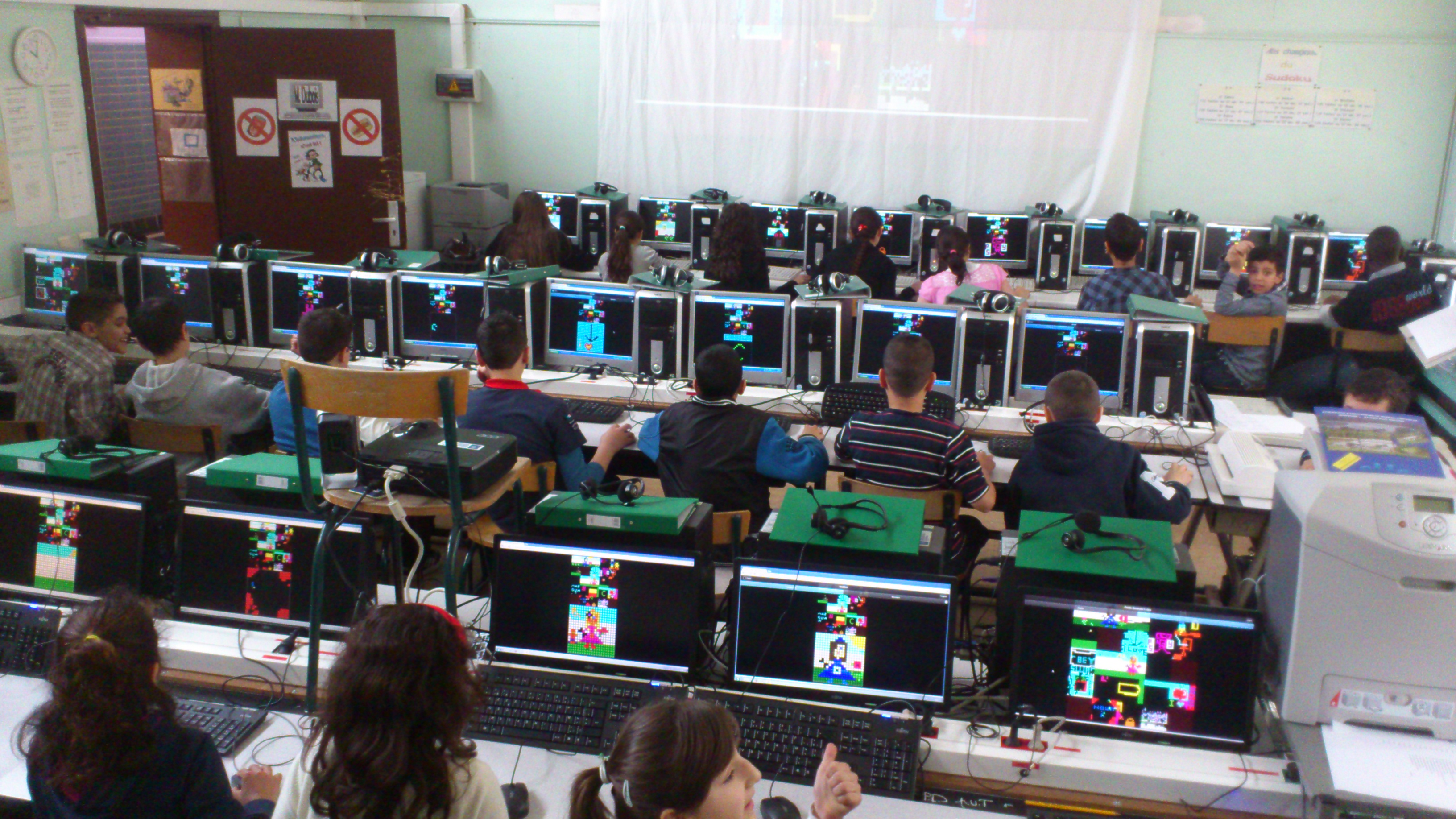
Expérimentation du Générateur poïétique dans une classe à Bruxelles (2013).
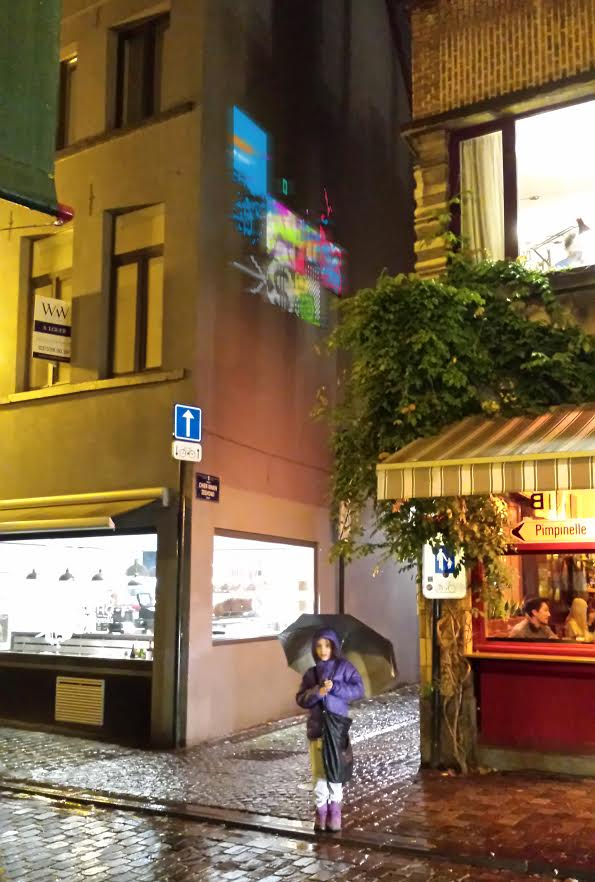
Projection du Générateur poïétique, rue du Chien Marin, Bruxelles (décembre 2013).

## Publication
- Olivier Auber, Anoptikon : une exploration de l’internet invisible, FYP Éditions, mars 2019, 270 p. (ISBN 978-2-36405-181-2)[42],[43]